# Borgvattnets församling
Borgvattnets församling är en församling i Sydöstra Jämtlands pastorat i Södra Jämtland-Härjedalens kontrakt i Härnösands stift. Församlingen ligger i Ragunda kommun i Jämtlands län.

## Administrativ historik
Församlingen bildades 1781 genom utbrytning ur Hammerdals församling samt mindre delar ur Lits församling, Ragunda församling och Ramsele församling fram till 21 april 1922 som kapellförsamling. 
Församlingen var till 1 maj 1873 annexförsamling i pastoratet Hammerdal, Ström och Borgvattnet som från 1808 även omfattade Alanäs församling. Från 1 maj 1873 till 2010 var församlingen moderförsamling i pastoratet Stugun och Borgvattnet. Från 2010 till 2022 ingick församlingen i Håsjö pastorat, därefter i Sydöstra Jämtlands pastorat.

## Befolkningsutveckling
| Befolkningsutvecklingen i Borgvattnets församling 1805–2015 | Befolkningsutvecklingen i Borgvattnets församling 1805–2015 | Befolkningsutvecklingen i Borgvattnets församling 1805–2015 | Befolkningsutvecklingen i Borgvattnets församling 1805–2015 | Befolkningsutvecklingen i Borgvattnets församling 1805–2015 |
| --- | ----------------------------------------------------------- | ----------------------------------------------------------- | ----------------------------------------------------------- | ----------------------------------------------------------- |
| |                                                             |                                                             |                                                             |                                                             |
| År |                                                             |                                                             | Folkmängd                                                   |                                                             |
| 1805 | 1805                                                        |                                                             | 142                                                         |                                                             |
| 1810 | 1810                                                        |                                                             | 185                                                         |                                                             |
| 1820 | 1820                                                        |                                                             | 192                                                         |                                                             |
| 1830 | 1830                                                        |                                                             | 217                                                         |                                                             |
| 1840 | 1840                                                        |                                                             | 235                                                         |                                                             |
| 1850 | 1850                                                        |                                                             | 247                                                         |                                                             |
| 1860 | 1860                                                        |                                                             | 289                                                         |                                                             |
| 1870 | 1870                                                        |                                                             | 354                                                         |                                                             |
| 1880 | 1880                                                        |                                                             | 574                                                         |                                                             |
| 1890 | 1890                                                        |                                                             | 741                                                         |                                                             |
| 1900 | 1900                                                        |                                                             | 742                                                         |                                                             |
| 1910 | 1910                                                        |                                                             | 776                                                         |                                                             |
| 1920 | 1920                                                        |                                                             | 815                                                         |                                                             |
| 1930 | 1930                                                        |                                                             | 838                                                         |                                                             |
| 1935 | 1935                                                        |                                                             | 878                                                         |                                                             |
| 1940 | 1940                                                        |                                                             | 873                                                         |                                                             |
| 1945 | 1945                                                        |                                                             | 827                                                         |                                                             |
| 1950 | 1950                                                        |                                                             | 716                                                         |                                                             |
| 1955 | 1955                                                        |                                                             | 669                                                         |                                                             |
| 1960 | 1960                                                        |                                                             | 638                                                         |                                                             |
| 1965 | 1965                                                        |                                                             | 511                                                         |                                                             |
| 1970 | 1970                                                        |                                                             | 396                                                         |                                                             |
| 1975 | 1975                                                        |                                                             | 339                                                         |                                                             |
| 1980 | 1980                                                        |                                                             | 296                                                         |                                                             |
| 1985 | 1985                                                        |                                                             | 250                                                         |                                                             |
| 1990 | 1990                                                        |                                                             | 260                                                         |                                                             |
| 1995 | 1995                                                        |                                                             | 225                                                         |                                                             |
| 2000 | 2000                                                        |                                                             | 214                                                         |                                                             |
| 2005 | 2005                                                        |                                                             | 180                                                         |                                                             |
| 2010 | 2010                                                        |                                                             | 153                                                         |                                                             |
| 2015 | 2015                                                        |                                                             | 154                                                         |                                                             |
| Anm: För åren 1805-1945: befolkning enligt folkräkning 31 december enligt den administrativa indelningen den 1 januari följande år. 1950 avser befolkning enligt folkräkning den 31 december enligt den administrativa indelningen den 1 januari 1952. 1960-1970 avser befolkning enligt folkräkning den 1 november enligt den administrativa indelningen den 1 januari följande år. För åren 1955 samt 1975-2015: befolkning 31 december enligt den administrativa indelningen den 1 januari följande år. Sedan 1 januari 2016 sker inte folkbokföring per församling och därmed kan det hända att vissa personer inte ingår i församlingens folkmängd då de är skrivna på den fiktiva fastigheten På kommunen skriven som inte delas upp på församlingsnivå då de inte kunnat folkbokföras på en särskild befintlig fastighet. Den totala befolkningen i Svenska kyrkans församlingar är därför något lägre än den totala befolkningen i riket. |                                                             |                                                             |                                                             |                                                             |

## Kyrkor
- Borgvattnets kyrka